# Ludwig Vollrath
Ludwig Vollrath (24 de abril de 1887 - ?) fue un médico y militar alemán nazi.

## Participación en la Segunda Guerra Mundial
Estaba encargado de la Intendencia General de los médicos alemanes, que trabajaban durante la Segunda Guerra Mundial con el médico Josef Mengele. Por su buen desempeño en labores de medicina, como el avance del trasplante de órganos, ocupando judíos como gente de prueba, abriéndolos mientras aún estaban vivos, fue promovido muy rápidamente al Ejército de Funcionarios, donde le dieron el rango de General. Entonces a partir de ese momento se le nombraría "Dr. Intendente General Ludwig Vollrath".
Ya empezada la Segunda Guerra Mundial, el 1 de enero de 1941 es nombrado Intendente General de los hospitales y Laboratorios de las fronteras con Suiza, y el oeste de Polonia. Desde ese momento hasta finales de 1944, el alto mando alemán lo transfiere a la Intendencia General de la ley Offz.Itsd, donde queda a cargo de todos los avances médicos de los lugares a los que fue asignado. A finales de 1944 es nombrado Jefe de Wehrkreis (Distrito Militar) Administración II, en Stein (Appenzell). Después ocurre algo inesperado, el líder de las SS Heinrich Himmler, le ordena en hacerse cargo de los campamentos de guerra, a principios de 1945 ya que tenía experiencia en medicina y contaba con rango de General. Himmler, le dio órdenes explícitas de que en cada experimento que realizara, tenían que morir los rusos sin importar de que modo, como forma de escarmiento para ellos, quedando a cargo del campamento Schwerin. Vollrath decide ignorar las órdenes de este, ya que él profesaba la religión evangélica y encontraba eso una inmoralidad, ya que no era por avanzar en la medicina, sino para causar muerte. Así que a los prisioneros rusos que llegaban los recluyó sin afectarlos, proporcionándoles comida, agua y hasta dormitorios.

## Captura y traslado
Fue capturado en la ciudad de Schwerin en su Intendencia General, el 2 de mayo de 1945, a pocos días de la capitulación de Alemania. Los captores de Vollrath eran soldados británicos, quienes lo llevarían al Campo Especial I isla de la Granja Nª 11 el 9 de enero de 1946. Después sería transferido al Campo Especial XCIX isla de la Granja, Hospital Militar Nª 11 donde impartió estudios de medicina a médicos británicos, sobre trasplante de órganos y nuevas formas de transfusión de sangre. Pero por ser muy explícito de la propaganda nazi al impartir sus clases e inculcarles ideas fascistas a los jóvenes estudiantes de medicina, esto llevó a los militares ingleses a enviarlo nuevamente a prisión; esta vez en el Campo Especial XI isla de la Granja en el Campemento XCIX el 13 de enero de 1947. Pero su vida daría un giro, ya que el 12 de mayo de 1948 es transferido al Campo 186 donde después los británicos lo repatriarían.

## Características sobre Ludwig Vollrath
- FDN: 24 de abril de 1887
- LDN: desconocido
- Nacionalidad: alemana
- Religión: Evangélico
- Ocupación: Intendencia general de la ley Offz.Itsd
- Estatura: 1,91 m
- Peso: 85,7 kg
- Color de Cabello: gris
- Color de Ojos: azul

- Datos: Q5982503